# Liste des titres musicaux numéro un aux États-Unis en 1973

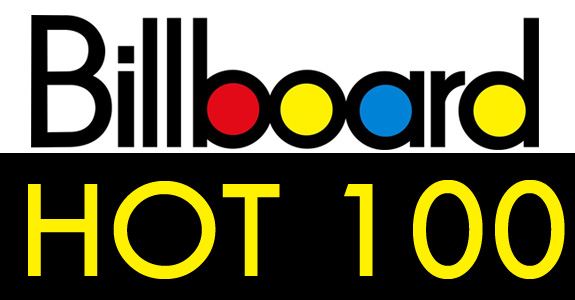
Logo du Billboard Hot 100.

Voici la liste les titres musicaux ayant eu le plus de succès au cours de l'année 1973 aux États-Unis d'après le magazine Billboard.

## Historique
| Date          | Artiste(s)                  | Titre                                      | Référence |
| ------------- | --------------------------- | ------------------------------------------ | --------- |
| 6 janvier     | Carly Simon                 | You're So Vain                             |           |
| 13 janvier    | Carly Simon                 | You're So Vain                             |           |
| 20 janvier    | Carly Simon                 | You're So Vain                             |           |
| 27 janvier    | Stevie Wonder               | Superstition                               |           |
| 3 février     | Elton John                  | Crocodile Rock                             |           |
| 10 février    | Elton John                  | Crocodile Rock                             |           |
| 17 février    | Elton John                  | Crocodile Rock                             |           |
| 24 février    | Roberta Flack               | Killing Me Softly with His Song            |           |
| 3 mars        | Roberta Flack               | Killing Me Softly with His Song            |           |
| 10 mars       | Roberta Flack               | Killing Me Softly with His Song            |           |
| 17 mars       | Roberta Flack               | Killing Me Softly with His Song            |           |
| 24 mars       | The O'Jays                  | Love Train                                 |           |
| 31 mars       | Roberta Flack               | Killing Me Softly with His Song            |           |
| 7 avril       | Vicki Lawrence              | The Night the Lights Went Out in Georgia   |           |
| 14 avril      | Vicki Lawrence              | The Night the Lights Went Out in Georgia   |           |
| 21 avril      | Dawn featuring Tony Orlando | Tie a Yellow Ribbon Round the Ole Oak Tree |           |
| 28 avril      | Dawn featuring Tony Orlando | Tie a Yellow Ribbon Round the Ole Oak Tree |           |
| 5 mai         | Dawn featuring Tony Orlando | Tie a Yellow Ribbon Round the Ole Oak Tree |           |
| 12 mai        | Dawn featuring Tony Orlando | Tie a Yellow Ribbon Round the Ole Oak Tree |           |
| 19 mai        | Stevie Wonder               | You Are the Sunshine of My Life            |           |
| 26 mai        | Edgar Winter Group          | Frankenstein                               |           |
| 2 juin        | Paul McCartney et les Wings | My Love                                    |           |
| 9 juin        | Paul McCartney et les Wings | My Love                                    |           |
| 16 juin       | Paul McCartney et les Wings | My Love                                    |           |
| 23 juin       | Paul McCartney et les Wings | My Love                                    |           |
| 30 juin       | George Harrison             | Give Me Love (Give Me Peace on Earth)      |           |
| 7 juillet     | Billy Preston               | Will It Go Round in Circles                |           |
| 14 juillet    | Billy Preston               | Will It Go Round in Circles                |           |
| 21 juillet    | Jim Croce                   | Bad, Bad Leroy Brown                       |           |
| 28 juillet    | Jim Croce                   | Bad, Bad Leroy Brown                       |           |
| 4 août        | Maureen McGovern            | The Morning After                          |           |
| 11 août       | Maureen McGovern            | The Morning After                          |           |
| 18 août       | Diana Ross                  | Touch Me in the Morning                    |           |
| 25 août       | Stories                     | Brother Louie                              |           |
| 1er septembre | Stories                     | Brother Louie                              |           |
| 8 septembre   | Marvin Gaye                 | Let's Get It On                            |           |
| 15 septembre  | Helen Reddy                 | Delta Dawn                                 |           |
| 22 septembre  | Marvin Gaye                 | Let's Get It On                            |           |
| 29 septembre  | Grand Funk Railroad         | We're an American Band                     |           |
| 6 octobre     | Cher                        | Half-Breed                                 |           |
| 13 octobre    | Cher                        | Half-Breed                                 |           |
| 20 octobre    | The Rolling Stones          | Angie                                      |           |
| 27 octobre    | Gladys Knight & the Pips    | Midnight Train to Georgia                  |           |
| 3 novembre    | Gladys Knight & the Pips    | Midnight Train to Georgia                  |           |
| 10 novembre   | Eddie Kendricks             | Keep on Truckin (Part 1)                   |           |
| 17 novembre   | Eddie Kendricks             | Keep on Truckin (Part 1)                   |           |
| 24 novembre   | Ringo Starr                 | Photograph                                 |           |
| 1er décembre  | The Carpenters              | Top of the World                           |           |
| 8 décembre    | The Carpenters              | Top of the World                           |           |
| 15 décembre   | Charlie Rich                | The Most Beautiful Girl                    |           |
| 22 décembre   | Charlie Rich                | The Most Beautiful Girl                    |           |
| 29 décembre   | Jim Croce                   | Time in a Bottle                           |           |